# Reprezentacja Rosji w hokeju na trawie mężczyzn
Reprezentacja Rosji w hokeju na trawie mężczyzn  jest jednym z zespołów narodowych w Europie. Nie startowała dotychczas w igrzyskach olimpijskich i mistrzostwach świata oraz nie zagrała nigdy w Champions Trophy. Pięciokrotnie brała udział w mistrzostwach Starego Kontynentu, zajmując 7. miejsce w 2011 roku.

## Osiągnięcia

### Igrzyska olimpijskie
- 1992-2024 nie uczestniczyła

### Mistrzostwa świata
- 1994-2023 nie uczestniczyła

### Mistrzostwa Europy
- nie startowała - 1995
- 8. miejsce - 1999
- 12. miejsce - 2003
- nie startowała - 2005
- nie startowała - 2007
- nie startowała - 2009
- 7. miejsce - 2011
- nie startowała - 2013
- 8. miejsce - 2015
- nie startowała - 2017
- nie startowała - 2019
- 8. miejsce - 2021
- nie startowała - 2023